# Изабель, Кэтрин
Кэтрин Изабель (Мюррей) (англ. Katharine Isabelle (Murray); род. 2 ноября 1981, Ванкувер, Британская Колумбия, Канада) — канадская актриса и «королева крика», получившая этот титул в 2007 году, за исполнение ролей в различных фильмах ужасов. Актёрскую карьеру начала в 1989 году, сыграв эпизодическую роль в телесериале «Секретный агент Макгайвер». Большую известность ей принесла роль Джинджер Фицджеральд, в фильмах «Оборотень» (2000), «Сестра оборотня» (2004) и «Рождение оборотня» (2004).
Другие наиболее известные фильмы и телесериалы с её участием: «Непристойное поведение» (1998), «Бессонница» (2002), «Кэрри» (2002), «Фредди против Джейсона» (2003), «Сверхъестественное» (2007), «Шах и мат» (2011), «Американская Мэри» (2012), «Мучение» (2013), «Мотив» (2013), «Не вижу зла 2» (2014), «Ганнибал» (2014—2015), «88» (2015), «Обратный отсчёт» (2016) и «Роузвуд» (2017).
В 2007 году в США, была опубликована статья в которой были перечислены все нынешние «королевы крика», Кэтрин Изабель также вошла в этот список вместе с Наоми Уоттс, Мерседес Макнаб, Сериной Винсент и др.

## Ранние годы
Кэтрин Изабель родилась 2 ноября 1981 года в Ванкувере, Британской Колумбии, Канада. При рождении получила имя Кэтрин Мюррей, однако позднее, начав свою актёрскую карьеру, она взяла фамилию Изабель. Отец актрисы, Грэм Мюррей — лауреат двух премий «Эмми» за создание спецэффектов для сериала «Секретные материалы», её мать — писатель и продюсер Гейл Мюррей. У Кэтрин есть сестра, ставшая журналистом, и брат — актёр и писатель Джошуа Мюррей. В 2009 году актриса снялась в его короткометражном фильме «Favourite People List». Также она снялась с ним в трёх фильмах: «Последняя зима» (1989), «Холодный фронт» (1989) и «Ход конём» (1992).

## Карьера
Актёрскую карьеру Кэтрин Изабель начала в восемь лет, сыграв эпизодическую роль, в телесериале «Секретный агент Макгайвер» в 1989 году. Далее она продолжила сниматься в небольших эпизодических ролях в телесериалах и фильмах таких как: «Холодный фронт» (1989), «Комиссионная семья» (1989), «Последняя зима» (1989), «Горящие мосты» (1990), «Дети праха» (1995), «Лосёнок» (1996), «Замужем за незнакомцем» (1997) и др. Вскоре она стала получать более крупные роли.
В 1998 году произошли большие изменения в карьере Кэтрин, именно тогда она сыграла Линдси Кларк в фильме «Непристойное поведение» (1998), где её партнёрами по фильму стали Кэти Холмс, Джеймс Марсден и Ник Стал.
Первую известность девятнадцатилетней актрисе принесла роль Джинджер Фицджеральд в фильме «Оборотень» (2000), режиссёра Джона Фоусета, её партнёршей по фильму стала актриса Эмили Перкинс. Посмотрев их прослушивание, сценарист Карен Уолтон сказала, что они наиболее точно подходили под описание своих персонажей.
Фильм рассказывает о том, как во время съёмок любительского фильма ужасов две сестры оказываются в лапах огромного чудовища, от чьих укусов у одной из сестёр на теле остаются странные раны, которые подозрительно быстро заживают. С этого момента для юных героинь начинаются настоящие проблемы, за ходом развития которых зритель следит с напряжённым вниманием.
Критики из журнала WhatCulture, написали о её роли следующее:

Одержимой смертью, болезнями и боящейся взрослой жизни, Джинджер Фицджеральд, которую сыграла Кэтрин Изабель, становится хуже, когда она начинает превращаться в оборотня. Она постепенно становится агрессивной и чрезмерно сексуальной, теряет отношения с сестрой, у неё вырастают острые зубы и волосы в действительно странных местах. У неё даже растёт хвост, от которого она пытается избавиться. А ведь требуется много мужества, чтобы попытаться отрезать любую часть тела. В конечном счёте, фильм интересен тем, что он рассматривает разницу между человеком и оборотнем, а также он показывает звериную сторону человеческой личности.Оригинальный текст (англ.)Obsessed with death and morbidity, and afraid of adulthood, Ginger Fitzgerald, portrayed by Katharine Isabelle of American Mary fame, only gets worse when shes bitten by a lycanthrope and the transformation into a wolf begins. She gradually becomes aggressive and over-sexualised, loses her relationship with her sister, grows pointy teeth and sprouts hair in really weird places. She even grows a tail that she actually attempts to cut off. It takes a big set of cojones to try to cut off any body part. Ultimately though, the film is interesting because it examines the dichotomy between Gingers humanity and her animalistic side.

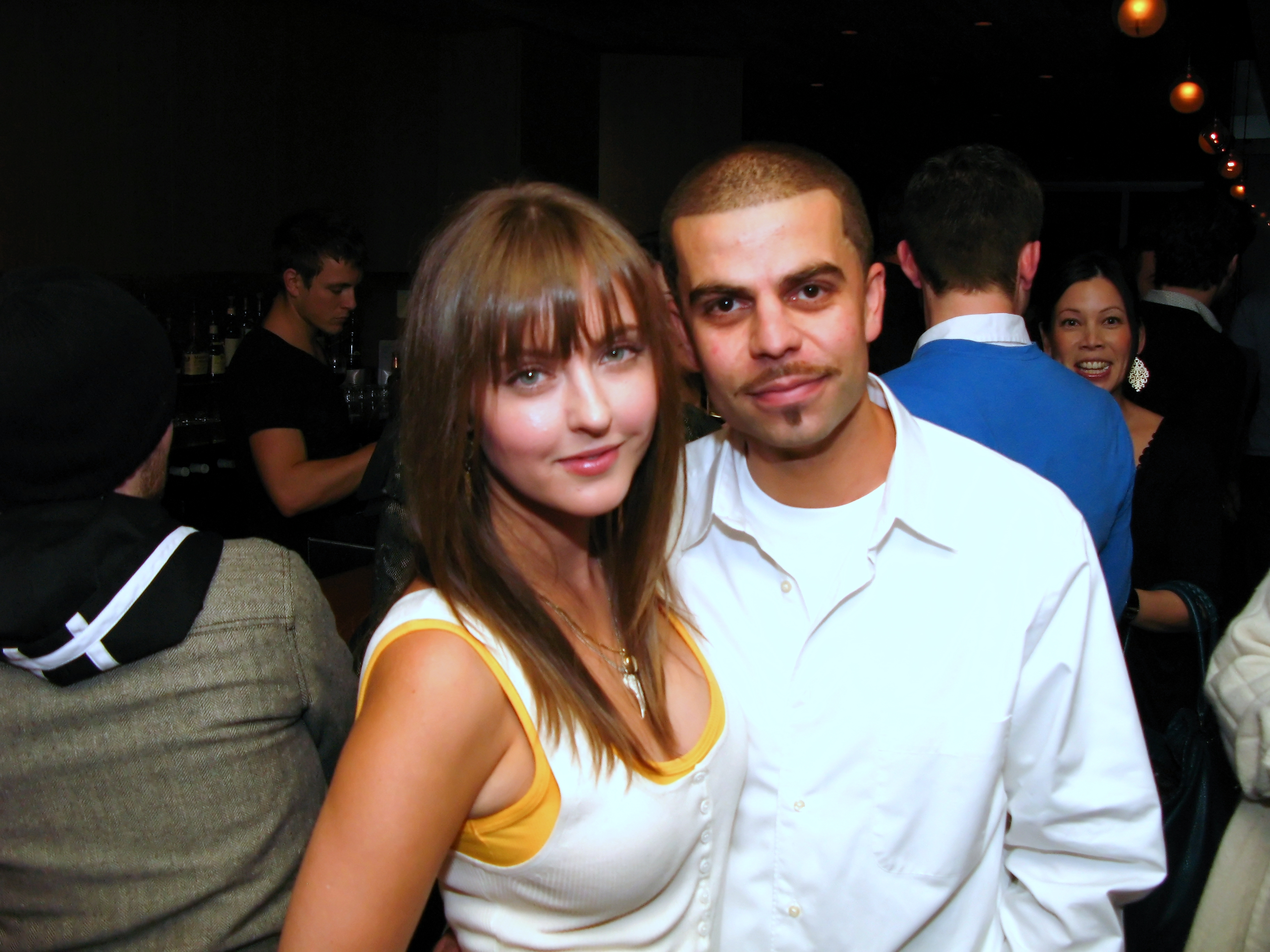
Кэтрин Изабель на премьере короткометражного фильма «Favourite People List», 27 января 2009 года

Джессика Роакс из журнала The Toast упомянула метафорический характер её героя сказав: «Тело Джинджер предало её путем менструации. Это ключевой эффект жанра „body-horror“ — чудовищное приходит не только извне, но и изнутри человеческого тела, от инфекции, извращения или нежелательных биологических функций. В случае Джинджер, именно её метаморфоза от девушки к женщине делает её чудовищной».
Свою роль актриса сыграла также в продолжениях этого фильма «Сестра оборотня» (2004) и «Рождение оборотня» (2004).
Через два года Кэтрин Изабель прославилась благодаря участию в голливудском блокбастере «Бессонница» (2002).
В этом детективном триллере режиссёра Кристофера Нолана актриса сыграла вместе со звёздным составом голливудских актёров, таких как: Аль Пачино, Робином Уильямсом, Хилари Суонк и др. В 2012 году Кэтрин снялась в фильме ужасов сестёр близнецов Джен и Сильвии Соска «Американская Мэри», эта роль принесла ей множество наград на различных фестивалях хоррор фильмов, в том числе премию «Fangoria Chainsam Awards».
В 2008 году Кэтрин Изабель получила премию «Джемини» в номинации «Лучшая женская роль второго плана в драматической программе или мини-сериале», за роль Нормы Карлайл в мини-сериале «Английский мальчик» (The Englishman’s Boy).
Творческий союз с готическими сёстрами Соска на этом не закончился. В 2014 году Кэтрин сыграла одну из главных ролей в их сиквеле хоррора 2006 года «Не вижу зла 2». К сожалению этот проект не обрёл такого же признания как оригинал. Позже актриса сыграла одну из главных ролей в триллере «Примат» (2014). В 2015 году вышел фильм «88» с Кэтрин Изабель в главной роли, после она сыграла эпизодическую роль в фильме «Девушка на фотографиях» (2015).
Также актриса сыграла небольшую роль в короткометражном фильме «Iteration 1» и одну из главных ролей в боевике «Обратный отсчёт» в 2016 году. В марте 2019 года на канале «Netflix» стартовал телесериал «Тайный орден», в котором Изабель исполнила одну из главных ролей.
На счету Кэтрин Изабель более ста ролей в кино и на телевидении.

## Фильмография
| Год       |     | Русское название                             | Оригинальное название                 | Роль                           |
| --------- | --- | -------------------------------------------- | ------------------------------------- | ------------------------------ |
| 1989      | с   | Секретный агент Макгайвер                    | MacGyver                              | Вайолет                        |
| 1989      | ф   | Кузены                                       | Cousins                               | Хлоя Харди                     |
| 1989      | ф   | Холодный фронт                               | Cold Front                            | Кэти Маккензи                  |
| 1989      | ф   | Последняя зима                               | The Last Winter                       | Винни Джемисон                 |
| 1989      | ф   | Комиссионная семья                           | Immediate Family                      | именинница Кэрри               |
| 1990      | тф  | Последний поезд домой                        | Last Train Home                       | Сара Брэдшоу                   |
| 1990      | с   | Неоновый всадник                             | Neon Rider                            | Максим «Макс» Форрест          |
| 1990      | тф  | Горящие мосты                                | Burning Bridges                       | Эмили Морган                   |
| 1991      | тф  | Да Вирджиния, Санта Клаус есть на самом деле | Yes Virginia, There is a Santa Clays  | Вирджиния О’Хэнлон             |
| 1992      | с   | Театр Рэя Брэдбери                           | The Ray Bradbury Theater              | Мики                           |
| 1992      | ф   | Ход конём                                    | Knight Moves                          | Эрика Сандерсон                |
| 1995      | мтф | Дети праха                                   | Cnildren of the Dust                  | Рэйчел в молодости             |
| 1995      | с   | Одинокий голубь                              | Lenesome Dove                         | Фрэнсис Мейтленд               |
| 1996      | тф  | Пленник корпорации «Зенда»                   | Prisoner of Zenda, Inc.               | Фиона                          |
| 1996      | с   | Мурашки                                      | Goosebumps                            | Кэт Мертон                     |
| 1996      | мтф | Титаник                                      | Titanic                               | Офелия Джексон                 |
| 1996      | ф   | Лосёнок                                      | Sait Water Moose                      | Джозефина «Джо» Парнелл        |
| 1997      | с   | Мэдисон                                      | Madison                               | Алиса Лойд                     |
| 1997      | тф  | Замужем за незнакомцем                       | Married to a Stranger                 | Лейси Поттер                   |
| 1998      | ф   | Непристойное поведение                       | Disturbing Benavior                   | Линдси Кларк                   |
| 1998      | с   | Секретные материалы                          | The X-Files                           | Лиза Байокки                   |
| 1998      | тф  | Терроризм                                    | Voyage of Terror                      | Эли Таубер                     |
| 1998—1999 | с   | Следствие ведёт Да Винчи                     | Da Vincl lnguest                      | Одри / Мэдлин Маргуэтти        |
| 1998—1999 | с   | Первая волна                                 | First Wave                            | Элизабет / Дэнис               |
| 1999      | с   | Сеть                                         | The Net                               | Малика                         |
| 2000      | ф   | Снежный день                                 | Show Day                              | Марла                          |
| 2000      | ф   | Оборотень                                    | Ginger Shaps                          | Джинджер Фицджеральд           |
| 2000      | с   | Всевозможный миг                             | The Feaning Mind                      | Джози Хоган                    |
| 2001      | ф   | Выстрел в лицо                               | Shot in the Face                      | Эрин                           |
| 2001      | ф   | Джози кошечки                                | Josie and the Pussycats               | смеющаяся девушка              |
| 2001      | ф   | Кости                                        | Bones                                 | Теа                            |
| 2001      | ф   | Поворачивая Пэйдж                            | Turning Paige                         | Пэйдж Флеминг                  |
| 2001      | с   | Бессмертный                                  | The lmmortal                          | Тэйрис                         |
| 2001      | с   | Шоу Криса Айзека                             | The Chris Isaak Show                  | Мелиса                         |
| 2001      | с   | Ночные видения                               | Night Visions                         | Вики                           |
| 2002      | ф   | Бессонница                                   | lnsomnia                              | Таня Франклин                  |
| 2002      | с   | За гранью возможного                         | The Outer Limits                      | Тэмми Синклер                  |
| 2002      | с   | Наставники                                   | Mentors                               | Энн Салливан                   |
| 2002      | тф  | Дью-Ист                                      | Doe East                              | Рэба                           |
| 2002      | тф  | Тайная жизнь Зои                             | The Secret Live of Zoey               | Кайла                          |
| 2002      | с   | Джон Доу                                     | Jonn Doe                              | Шейн Пикфорд                   |
| 2002      | тф  | Кэрри                                        | Carrie                                | Тина Блэйк                     |
| 2003      | ф   | Фредди против Джейсона                       | Freddy vs Jason                       | Гибб Смит                      |
| 2003      | ф   | Падающие ангелы                              | Failling Angels                       | Поли Лу                        |
| 2003      | ф   | На углу                                      | The Raping                            | Стэйси ли                      |
| 2003      | с   | Тайны Смолвиля                               | Smallvile                             | Сара Конрой                    |
| 2004      | ф   | Последнее казино                             | The Last Casnino                      | Элиза                          |
| 2004      | ф   | Сестра оборотня                              | Ginger Shaps 2: Unleashed             | Джинджер Фицджеральд           |
| 2004      | ф   | Дом с загадками                              | Spooky House                          | Мона                           |
| 2004      | ф   | Рождение оборотня                            | Ginger Shaps: Black The Begnning      | Джинджер Фицджеральд           |
| 2004      | ф   | Покажите мне                                 | Show We                               | Дженна                         |
| 2004      | с   | Одиннадцатый час                             | The Eleventh Hour                     | буревестница                   |
| 2004      | тф  | Жизнь и борьба                               | The Laife                             | Эмбер Рэйли                    |
| 2004      | мтф | Волшебник Земноморья                         | Legend of Eartsea                     | Ара                            |
| 2005      | с   | Юные мушкетёры                               | Young Blades                          | Кэтси Ли Рэй                   |
| 2006      | ф   | Всё вокруг позеленело                        | Everything's Gone Green               | Хизер                          |
| 2006      | с   | Звёздные врата                               | Stargate SG-1                         | Валенсия                       |
| 2006      | тф  | Восемь дней до смерти                        | Eight Days To Live                    | Люсинда                        |
| 2006      | тф  | Обручённые убийством                         | Engaged to Kill                       | Мэдди Лорд                     |
| 2005      | с   | Встреча выпускников                          | Reunion                               | Кортни                         |
| 2006      | тф  | Беглый огонь                                 | Rapid Fire                            | Эмбер                          |
| 2007      | с   | Сверхъестественное                           | Supernatural                          | Эва Уилсон                     |
| 2008      | ф   | Ещё одна история о золушке                   | Another Cindereila Story              | Бри Блатт                      |
| 2008—2014 | с   | Ясновидец                                    | Psycn                                 | Сигрид / Присцилла Монгерштерн |
| 2008      | тф  | Огрэ-чудовище                                | Ogre                                  | Джесика                        |
| 2008      | мтф | Английский мальчик                           | The Englishman's Boy                  | Норма Карлайл                  |
| 2008      | с   | Убежище                                      | Sanctuary                             | Софи                           |
| 2008      | тф  | Невеста по почте                             | Mail Order Bride                      | Джен                           |
| 2009      | кор |                                              | Favourite People List                 | Денис Моухон                   |
| 2009      | ф   | Ярость                                       | Rampage                               | Бьюти Стэфф                    |
| 2009      | с   | Хартленд                                     | Heartland                             | Минди                          |
| 2009      | с   | Секс в другом городе                         | The L Word                            | Марси Сальватор                |
| 2009      | тф  | Убийственная стрижка                         | Killer Hair                           | Кэйси                          |
| 2009      | тф  | Враждебный мотель                            | Hostile Makeover                      | Шериз Смит                     |
| 2009      | с   | Ассистент                                    | The Assistants                        | Палета Рудин                   |
| 2009      | с   | Хорошая жена                                 | The Good Wife                         | Cинди Льюис                    |
| 2009      | тф  | Принц воров                                  | Beyond Sherwood Forest                | Элина                          |
| 2010      | ф   | Фрэнки и Элис                                | Frankie & Alice                       | Пэйдж                          |
| 2010      | ф   | Адская гонка                                 | Hard Ride to Hell                     | Кэрри                          |
| 2010      | ф   | 30 дней ночи: Тёмные времена                 | 30 Days of Night: Dark Days           | Стэйси                         |
| 2010      | тф  | Грехи матери                                 | Sins of the Mother                    | Айви                           |
| 2010      | тф  | Дымовая завеса                               | Smoke Screen                          | жена                           |
| 2011      | с   |                                              | Health Nutz                           | Дженнифер                      |
| 2011      | с   | Шах и Мат                                    | Endgame                               | Данни                          |
| 2011      | ф   | Вампир                                       | Vampire                               | Лекси Лейзел                   |
| 2012      | ф   | Американская Мэри                            | American Mary                         | Мэри Мэйсон                    |
| 2012      | ф   | Отмороженные                                 | The Movie Out Here                    | Даниэлла                       |
| 2012      | ф   | Случайные проявления романтики               | Random Acts of Romance                | Би                             |
| 2012      | с   | Горячая точка                                | Flasn Point                           | Мадлен «Мэдди»                 |
| 2012      | тф  | Справедливый судья 2                         | Goodning for Justice: Queen of Hearts | Люси Трюффо                    |
| 2013      | ф   | Жуткие 13                                    | 13 Eerie                              | Меган                          |
| 2013      | ф   | Мучение                                      | Torment                               | Сара Морган                    |
| 2013      | ф   | Лоуренс и Холломан                           | Lawrence & Holloman                   | Зои                            |
| 2013      | кор | Дух игры                                     | The Spirit Game                       | Кэти Фокс                      |
| 2013      | ф   | Кинороман                                    | Cinemanovels                          | Шарлота                        |
| 2013      | ф   | Жертва                                       | Victims                               | Линдси                         |
| 2013      | с   | Мотив                                        | Motive                                | Лиэн Хили                      |
| 2013      | мтф | Ева-разрушительница                          | Eve of Destruction                    | Кайла                          |
| 2013      | с   | Кедровая бухта                               | Cedar Cove                            | Сесилия Рэндалл                |
| 2013—2014 | с   | Быть человеком                               | Being Human                           | Сюзана Уайт                    |
| 2014      | ф   | Не вижу зла 2                                | See No Evil 2                         | Тамара                         |
| 2014      | ф   | Примат                                       | Primary                               | Андреа                         |
| 2014—2015 | с   | Ганнибал                                     | Hannibal                              | Марго Вергер                   |
| 2015      | ф   | Девушка на фотографиях                       | The Girl in The Pnotographs           | Дженет                         |
| 2015      | ф   | 88                                           | 88                                    | Гвен / Фламинго                |
| 2015      | ф   | Как организовать оргию в небольшом городке   | How to Plan an Orgy in a Small Town   | Элис Саймор                    |
| 2015      | с   | Копы новобранцы                              | Rookie Blue                           | детектив Фрэнки Андерсон       |
| 2016      | кор |                                              | Iteration 1                           | Анна                           |
| 2016      | ф   | Арчи                                         | A.R.C.H.I.E.                          | Брук                           |
| 2016      | ф   | Обратный отсчёт                              | Countdown                             | Джулия Бейкер                  |
| 2017      | тф  |                                              | Undercover Angel                      | Робин Бладен                   |
| 2017      | с   | Роузвуд                                      | Rosewood                              | Наоми Бауер                    |
| 2017—2018 | с   | По расчёту                                   | The Arrangement                       | Хоуп                           |
| 2018      | ф   | Ничего хорошего в отеле «Эль Рояль»          | Bad Times at the El Royale            | тётя Рут                       |
| 2018—2019 | с   | Маленькая собака                             | Little Dog                            | Джинни Росс                    |
| 2019—2020 | с   | Тайный орден                                 | The Order                             | Вера Стоун                     |
| 2021      | мф  | Ночь анимационных мертвецов                  | Night of the Animated Dead            | Барбара                        |
| 2021      | с   | Призраки                                     | Ghosts                                | Лиз                            |
| 2023      | ф   | Крик. Ночь перед Рождеством                  | It’s a Wonderful Knife                | Гейл Прескотт                  |

## Награды и номинации
Список приведён в соответствии с данными сайта IMDb.com.
| Награда                          | Год  | Категория                                                                    | Работа                                     | Результат |
| -------------------------------- | ---- | ---------------------------------------------------------------------------- | ------------------------------------------ | --------- |
| Джемини                          | 2008 | Лучшая женская роль второго плана в драматической программе или мини-сериале | Английский мальчик                         | Победа    |
| Джемини                          | 2011 | Лучшая женская роль второго плана в драматическом сериале                    | Шах и мат                                  | Номинация |
| Fangoria Chainsaw Awards         | 2013 | Лучшая женская роль                                                          | Американская Мэри                          | Победа    |
| Leo Awards                       | 2014 | Лучшая женская роль — Кинофильм                                              | Лоренс и Холломан                          | Номинация |
| Leo Awards                       | 2014 | Лучшая приглашённая актриса в драматическом сериале                          | Мотив                                      | Победа    |
| Leo Awards                       | 2015 | Лучшая актриса                                                               | Примат                                     | Номинация |
| Austin Fantastic Fest            | 2012 | Лучшая актриса                                                               | Американская Мэри                          | Победа    |
| Fright Meter Awards              | 2013 | Лучшая актриса                                                               | Американская Мэри                          | Победа    |
| Fright Meter Awards              | 2015 | Лучшая актриса второго плана                                                 | Не вижу зла 2                              | Номинация |
| Screamfest                       | 2012 | Лучшая актриса                                                               | Американская Мэри                          | Победа    |
| Toronto After Dark Film Festival | 2012 | Лучшая актриса                                                               | Американская Мэри                          | Победа    |
| Canadian Filmmakers' Festival    | 2016 | Лучшая комедийная актриса                                                    | Как организовать оргию в небольшом городке | Победа    |